# موش حفار برهنه
موش حفار برهنه (نام علمی: Heterocephalus glaber) نام یک گونه از تیره موش‌های آفریقایی است. این جونده در شرق آفریقا زندگی می‌کند. موش صحرایی برهنه در سال ۱۸۴۲ (میلادی) توسط ادوارد روپل توصیف علمی شد.  با وجود نامشان، موش‌های حفار برهنه ن نه کاملاً بدون مو و برهنه هستند و نه موش. آنها بیشتر با جوجه تیغی و خوکچه هندی مرتبط هستند. آنها یکی از تنها دو گونه پستاندار هستند که اجتماعی هستند. آنها دارای نوعی سازمان اجتماعی هستند که در آن افراد در یک سلسله مراتب زندگی می کنند، این نوع سازمان اجتماعی بیشتر در حشراتی مانند مورچه ها و زنبورها یافت می شود. یک موش حفار برهنه ملکه، سربازان و کارگران وجود دارد. (دیگر گونه‌های پستاندار اجتماعی نوع دیگری از موش های صحرایی مول هستند).  موش‌های مول سرباز از کلنی در برابر شکارچیان - عمدتاً مارها - و موش‌های مول خارجی که با بوی خود آنها را خارجی تشخیص می‌دهند، دفاع می‌کنند.
موش‌های برهنه در معابر طولانی که را در زیر زمین حفر می‌کنند در گروه‌هایی که حداکثر به تعداد ۱۰۰ می‌رسد؛ زندگی می‌کنند.
این جوندگان تقریباً خز ندارند، به جز کمی مو روی پا، موهای نرم و تعدادی مو که در اطراف بدن پخش شده‌است. وزن آن معمولاً بین۳۰ تا ۴۰ گرم، یعنی تقریباً به اندازه موش معمولی است. این جونده دندانهای بزرگی دارد که از آنها برای حفاری معابر طولانی در زیر زمین استفاده می‌کند.
معروف است که موش‌های برهنه در گروه‌های اجتماعی پیچیده‌ای زندگی می‌کنند. موش‌های برهنه حشرات را شکار کرده و می‌خورند. محل زندگی این جونده، بیابانهای شرق آفریقا، عمدتاً در سومالی، اتیوپی و مناطقی از کنیا در زیر زمین است.
در حالی که موش معمولی نهایتاً چهار سال عمر می‌کند، موش برهنه می‌تواند تا سی سال زندگی کند. سوخت و ساز این جونده برای زندگی در محیط کم اکسیژن در زیر زمین سازش یافته‌است. این جونده فاقد گیرنده‌های حسِ درد، در پوست است؛ و هیچ دردی را در پوست خود احساس نمی‌کند. یکی دیگر از ویژگی‌های نادر این جانور، عدم ابتلا به سرطان است. به همین دلیل، مورد توجه محققانی است که از مواد ژنتیکی این جانور نقشه‌برداری کرده‌اند تا در مورد عمر طولانی و مقاوت در مقابل سرطان مطالعه کنند.